# Carlos Dellepiane
Carlos Dellepiane (Lima, 17 de julio de 1893-Washington D. C., 11 de noviembre de 1946) fue un militar e historiador peruano.

## Biografía
Cursó estudios en la Escuela Militar de Chorrillos (1908-1911), de donde egresó como alférez de caballería, iniciando así su carrera ascendente en el ejército peruano. Se perfeccionó en la Escuela Superior de Guerra (1920-1923), obteniendo diploma de oficial de Estado Mayor.
Ya como sargento mayor, en 1924 fue enviado a Francia, donde fue asimilado al 18.° Cuerpo de Dragones de Metz y al 99.° Regimiento de Infantería acantonado en Lyon.
Volvió al Perú en 1926 y fue nombrado jefe de la sección de Historia y Geografía del Estado Mayor General. Ejerció también la docencia en la Escuela Militar, donde dictó el curso de Historia Militar del Perú. 
Ascendió sucesivamente a teniente coronel (1931), coronel (1939) y general de brigada (1943). 
Fue también jefe de Estado Mayor de la Inspección General de la Defensa Nacional (1938), agregado militar en Argentina (1938-1939) e inspector general de Instrucción Premilitar.

## Publicaciones
- Historia militar del Perú (en 2 volúmenes, 1931 y 1936; en 1941 fue editada por el gobierno de Argentina para la Biblioteca del Oficial), obra muy documentada que abarca las guerras de la Independencia del Perú, las guerras de inicios de la República y la guerra del Pacífico.
- Curso de caballería (1935)
- Ideario premilitar (1946).